# Пивной путч
Пивно́й путч, известный также как путч Ги́тлера, путч Ги́тлера и Лю́дендорфа или Мю́нхенский путч (нем. Bürgerbräu-Putsch, Hitlerputsch, Hitler-Ludendorff-Putsch, Münchner-Putsch) — попытка государственного переворота в Веймарской республике, предпринятая лидером НСДАП Адольфом Гитлером, Эрихом Людендорфом и их сподвижниками 8 и 9 ноября 1923 года в Мюнхене.
К моменту путча Бавария уже находилась в состоянии противостояния с берлинским правительством Веймарской республики, объявившим в стране чрезвычайное положение. Нацисты и штурмовые отряды попытались воспользоваться ситуацией, захватив в заложники генерального комиссара Густава фон Кара и других членов баварского правительства во время выступления в пивном зале «Бюргербройкеллер» 8 ноября — поэтому путч и стал известен как «пивной». По замыслу Гитлера, руководители Баварии, полиция и армия под началом генерала Эриха Людендорфа должны были присоединиться к перевороту как союзники нацистов и вместе с ними выступить на Берлин для захвата власти уже в столице. Хотя Людендорф и примкнул к путчу, руководителям Баварии удалось бежать и направить армию и полицию против нацистов.
В прямом противостоянии нацистов и баварской полиции в центре города на площади Одеонсплац 9 ноября погибли 16 нацистов и 4 полицейских; организаторы путча были арестованы. Путч привлёк внимание немецкой общественности к Гитлеру. Ему были посвящены заголовки первых страниц в газетах по всему миру. За его арестом последовал 24-дневный судебный процесс, который получил широкую огласку и стал платформой для пропаганды национал-социалистических идей его партии. Гитлер был признан виновным в государственной измене и приговорён к 5 годам лишения свободы. В Ландсбергской тюрьме он написал часть своей книги «Моя борьба» и через девять месяцев заключения 20 декабря 1924 года был условно-досрочно освобождён. Неудача переворота убедила его, что прийти к власти можно только правовым путём, используя все возможные средства пропаганды.

## Предпосылки
В январе 1923 года в Германии разразился кризис, причиной которого стала французская оккупация Рура. Правительство во главе с беспартийным рейхсканцлером Вильгельмом Куно призвало немцев к пассивному сопротивлению, приведшему к большому экономическому ущербу. Новое правительство во главе с рейхсканцлером Густавом Штреземаном 26 сентября 1923 года было вынуждено принять все требования Франции и в результате подвергалось нападкам как со стороны правых, так и со стороны коммунистов; по стране прошла волна беспорядков и даже вооружённых выступлений, как Кюстринский путч чёрного рейхсвера. Предвидя эти волнения, Штреземан добился введения президентом Эбертом с 26 сентября 1923 года чрезвычайного положения в стране. Министр обороны Отто Гесслер и начальник управления сухопутных войск рейхсвера Ханс фон Сект были наделены исключительными полномочиями.
26 сентября 1923 года консервативный баварский кабинет министров объявил о введении на территории земли своего собственного чрезвычайного положения и назначил правого монархиста и бывшего премьер-министра Густава фон Кара комиссаром земли Бавария, наделив его диктаторскими полномочиями. Власть была сосредоточена в руках триумвирата – Кара, командующего силами рейхсвера в Баварии генерала Отто фон Лоссова и начальника баварской полиции Ханса фон Зайсера. Кар не признал, что введённое в Германии чрезвычайное положение действительно в отношении Баварии, и отказался исполнять ряд приказаний Берлина, в частности, арестовать троих популярных лидеров вооружённых формирований — Хайса, Эрхардта и Россбаха — и закрыть газету Völkischer Beobachter, печатный орган НСДАП. Когда Сект попытался отстранить Лоссова от командования баварскими частями рейхсвера и заменить его генералом Крессом фон Крессенштейном, Кар объявил, что Лоссов останется командующим; он в нарушение конституции потребовал от офицеров и рядовых принести специальную присягу правительству Баварии.
Гитлеру в 1923 году удалось добиться влияния среди баварских националистических организаций — он стал одним из главарей «Немецкого союза борьбы», группы, включавшей в себя партию НСДАП Гитлера и её штурмовые отряды, которые возглавлял Эрнст Рём. На митинге 2 сентября в Нюрнберге «Немецкий союз борьбы» открыто провозгласил цели свержения Веймарской республики и отказ от Версальского договора. На этом митинге вместе с Гитлером выступал и генерал Эрих Людендорф, герой Первой мировой войны, пользовавшийся авторитетом среди военных и консерваторов; Людендорф тоже одобрял план захвата власти и сам претендовал на роль лидера националистической революции. В Берлине непокорное поведение баварцев воспринимали как бунт — Сект направил предупреждение баварскому триумвирату, Гитлеру и вооружённым отрядам, что любое их выступление будет подавлено силой.
Гитлер, вдохновлённый примером похода Муссолини на Рим, надеялся повторить нечто подобное, организовав поход на Берлин, и обратился к Кару и Лоссову с предложением предпринять марш на Берлин «до того, как Берлин пойдёт на Мюнхен». Кар, Лоссов и Зайсер, которые не были заинтересованы в проведении бессмысленной акции, 6 ноября проинформировали «Немецкий союз борьбы», что не намерены втягиваться в поспешные действия и сами примут решение о своих действиях. Гитлер воспринял это как сигнал, что следует брать инициативу в свои руки. Он решил взять всех троих членов триумвирата в заложники и силой заставить их перейти на сторону нацистов и совершить в стране революционный переворот. По начальному плану, который составили Макс Шойбнер-Рихтер и Альфред Розенберг, нацисты должны были вмешаться в военный парад 4 ноября в честь поминовения павших — на трибунах должны были присутствовать и члены триумвирата, и кронпринц Рупрехт Баварский. Перекрыв узкие улицы с помощью штурмовиков и захватив почётных гостей, Гитлер смог бы заставить их принять и поддержать революцию. Тем не менее, этот первый план был отменён в последний момент — Розенберг утром 4 ноября обнаружил, что улица, которую должны были перекрыть штурмовики, уже охраняется хорошо вооружённым отрядом полиции.

## Выступление в «Бюргербройкеллере»
Вечером 8 ноября 1923 года руководители Баварии — комиссар фон Кар, генерал фон Лоссов и начальник полиции фон Зайсер — должны были по приглашению деловых организаций Мюнхена выступить в огромном пивном зале «Бюргербройкеллер». Это выступление должно было быть посвящено программе нового баварского правительства, и в зале собрались около трёх тысяч человек. Пока Кар выступал перед собравшимися, около 600 штурмовиков оцепили зал, установив на улице пулемёты, нацеленные на входные двери. Хотя в зале и присутствовали вооружённые баварские полицейские, Вильгельм Фрик — начальник мюнхенского уголовного розыска и сторонник Гитлера — позвонил в зал и велел полиции не вмешиваться, а только наблюдать и сообщать о происходящих событиях.
Примерно в 20 часов 45 минут Гитлер стремительно вошёл в зал, вскочил на стол и выстрелил в потолок из пистолета, заставив Кара прервать речь. Гитлер с помощью своих помощников Рудольфа Гесса и Ульриха Графа пробился к трибуне, оттеснил от неё комиссара Кара и объявил «Началась национальная революция!». В речи, обращённой к публике, Гитлер объявил, что здание окружено шестьюстами хорошо вооружёнными людьми и никому не разрешается покидать зал, и если толпа не успокоится, он прикажет поставить на балконе пулемёт. Гитлер утверждал, что правительство Баварии в Мюнхене и правительство Веймарской республики в Берлине якобы уже низложены, сформировано временное правительство страны, полиция и рейхсвер уже поддержали переворот и «вступают в город под знамёнами со свастикой». Эти заявления были блефом, но присутствующие были испуганы и подчинились участникам путча.
Гитлер собрал руководителей Баварии в соседней со сценой комнате и с пистолетом в руке стал уговаривать их поддержать путч, обещая посты в новом правительстве, которое он должен был сформировать вместе с генералом Людендорфом. Кар, Лоссов и Зайсер, однако, не соглашались встать на сторону нацистов даже под угрозой пистолета — комиссар Баварии Кар отвечал «умру я или нет, не столь важно», а Зайсер упрекал Гитлера в том, что тот нарушил ранее данное честное слово не поднимать путча против полиции. Ничего не добившись от них, Гитлер вернулся в зал и снова сблефовал — заявил, что Кар, Лоссов и Зайсер перешли на его сторону; он объявлял о планах совершить поход на Берлин «во имя спасения немецкого народа» и поручить ему, Гитлеру, руководство политикой нового национального правительства.
В это же время Шойбнер-Рихтер доставил в пивную генерала Людендорфа, который до того ничего не знал о путче. Людендорф хотя и поддержал нацистов, но был возмущён, что роль диктатора Германии достанется не ему — Гитлер намеревался поручить ему лишь командование армией. Тем не менее, авторитет Людендорфа и одобрительные возгласы публики в зале заставили Кара, Лоссова и Зайсера поддаться уговорам — они согласились сотрудничать. Гитлер вывел их с Людендорфом на сцену и произнёс заключительную речь. После этого собравшиеся начали расходиться, хотя Гесс при помощи штурмовиков задержал у дверей других членов баварского правительства, пытавшихся скрыться в толпе.
В это время Гитлеру сообщили о стычке между военными и штурмовиками «Бунд Оберланд» — ещё одной националистической организации, входившей в «Немецкий союз борьбы» — в казармах инженерно-сапёрных войск; Гитлер решил отправиться на место событий и урегулировать ситуацию, оставив Кара, Лоссова и Зайсера в руках Людендорфа. Отсутствие Гитлера позволило всем троим бежать — Лоссов попросился на улицу, дав Людендорфу «честное офицерское слово», что ему надо дать распоряжения в штабе, Кар и Зайсер также покинули пивную. Кар перевёл правительство в Регенсбург и издал прокламацию, в которой отказался от всех заявлений, сделанных «под дулами пистолетов», и объявил о роспуске НСДАП и штурмовых отрядов.
Хотя изначальный план нацистов предполагал, что во время захвата членов правительства в «Бюргербройкеллере» штурмовики займут основные правительственные здания Мюнхена, этого не было сделано — только отряд Рёма «Военное знамя рейха» занял штаб-квартиру сухопутных войск в военном министерстве на Шёнфельдштрассе. Регулярная армия не поддержала путч — хотя несколько младших офицеров и рядовых и дезертировали, мюнхенский гарнизон во главе с генералом Даннером был готов выполнять распоряжение Секта о подавлении силой любых выступлений в Баварии. Военных особо возмущало, что Гитлер, гражданское лицо, угрожал в «Бюргербройкеллере» пистолетом генералу Лоссову — по неписаным армейским законам такое поведение заслуживало расправы на месте. Даннер и Лоссов организовали новый штаб в казармах 19-го пехотного полка и оттуда разослали другим военным частям приказ прислать подкрепления. К рассвету захваченное Рёмом здание военного министерства было окружено войсками.

## Марш по Мюнхену
В этой ситуации Людендорф предложил Гитлеру занять центр города, рассчитывая, что его авторитет поможет переманить на сторону нацистов армию и полицию. 9 ноября в 11 часов утра собравшиеся нацисты под знамёнами со свастикой и военными штандартами колонной направились к центру города на Мариенплац, надеясь снять осаду с военного министерства. Во главе колонны шли Гитлер, Людендорф и Геринг. По утверждению У. Ширера, в составе марширующих было также несколько заложников. На Мариенплац к демонстрантам присоединился Юлиус Штрейхер, который узнал о путче и приехал из Нюрнберга.
Вначале немногочисленные полицейские патрули пропустили колонну, но когда путчисты вышли на Одеонсплац (неподалёку от министерства обороны), путь им преградили усиленные наряды полиции. Трём тысячам по большей части невооружённых путчистов противостояли 130 вооружённых баварских полицейских под командованием Михаэля фон Година. Гитлер призвал полицию сдаться, но получил отказ, после чего раздались выстрелы (кто начал стрелять первым, точно неизвестно, различные свидетельства противоречивы). В перестрелке погибли 16 нацистов, в том числе Шойбнер-Рихтер, и 4 полицейских. Многие были ранены, в том числе Геринг. Гитлер и другие путчисты бросились на мостовую, а затем пытались скрыться. Людендорф остался стоять на Одеонсплац и был арестован. Через два часа после этого в здании министерства обороны сдался Рём.
Непосредственный свидетель тех событий, исполняющий обязанности генконсула США в Мюнхене Роберт Мёрфи в своих мемуарах писал: «когда началась стрельба… и Людендорф и Гитлер вели себя совершенно одинаково, как и подобает двум закалённым в боях солдатам. Оба одновременно бросились плашмя на землю, чтобы избежать обрушившегося на них града пуль. При этом телохранитель Людендорфа, маршировавший с ним рядом, был убит наповал, как и многие из сподвижников Гитлера».
Список путчистов, погибших 9 ноября 1923 года:
1. Феликс Алльфарт[нем.], коммерсант, род. 5 июля 1901.
2. Андреас Бауридль[нем.], шапочник, род. 4 мая 1879.
3. Теодор Казелла[нем.], банковский служащий, род. 8 августа 1900.
4. Вильгельм Эрлих[нем.], банковский служащий, род. 19 августа 1901.
5. Мартин Фауст[нем.], банковский служащий, род. 27 января 1894.
6. Антон Хехенбергер[нем.], слесарь, род. 28 сентября 1902.
7. Оскар Кёрнер[нем.], коммерсант, род. 4 января 1875.
8. Карл Кун[нем.], обер-кельнер, род. 27 июля 1897.
9. Карл Лафорс[нем.], студент, род. 28 октября 1904.
10. Курт Нойбауэр[нем.], слуга, род. 27 марта 1899.
11. Клаус фон Папе[нем.], коммерсант, род. 16 августа 1904.
12. Теодор фон дер Пфордтен[нем.], судья, род. 14 мая 1873.
13. Иоганн Рикмерс[нем.], военный, род. 7 мая 1881.
14. Макс Эрвин фон Шойбнер-Рихтер, инженер, род. 9 января 1884.
15. Лоренц Риттер фон Штрански-Гриффенфельд[нем.], инженер, род. 14 марта 1899.
16. Вильгельм Вольф[нем.], коммерсант, род. 19 октября 1898.

Список баварских полицейских, погибших 9 ноября 1923 года:
1. Фридрих Финк[нем.], род. 23 апреля 1887, он был обервахтмайстером[нем.] (нем. Polizei-Oberwachtmeister) во 2-й полицейской сотне Баварской государственной полиции[нем.] (нем. in der 2. Polizei-Hundertschaft der Bayerischen Landespolizei.).
2. Николаус Холльвег[нем.], род. 15 мая 1897, он был унтервахтмайстером[нем.] (нем. Polizei-Unterwachtmeister) во 2-й полицейской сотне Баварской государственной полиции.
3. Макс Шоберт[нем.], род. в 1902 или 1903 году, он был хильфсвахтмайстером (нем. Polizei-Hilfswachtmeister) во 2-й полицейской сотне Баварской государственной полиции.
4. Рудольф Шраут[нем.], род. 4 июля 1886, он был гауптманном полиции (нем. Polizei-Hauptmann) и командиром 2-й полицейской сотни Баварской государственной полиции.

## Итоги
Ни население, ни военные не поддержали попытку путча. В течение нескольких дней после него были арестованы все зачинщики, кроме Геринга и Гесса, бежавших в Австрию (Гесс позднее вернулся и тоже был осуждён). Участники шествия, в том числе Гитлер, были приговорены к тюремным срокам различной длительности с отбыванием в тюрьме Ландсберг. Своё наказание они отбывали в достаточно мягких условиях; им даже позволялось собираться за общим столом и обсуждать политические вопросы. Находясь в заключении, Гитлер написал бо́льшую часть книги «Моя борьба».

## Использование для пропаганды
Вопреки ожиданиям Гитлера, Людендорфу не удалось привлечь на свою сторону ни армию, ни полицию; не удалось и добиться поддержки со стороны простых граждан. Однако после прихода национал-социалистов к власти путч был назван Национальной революцией, а 16 погибших путчистов официальная пропаганда стала именовать мучениками. 9 ноября 1935 года саркофаг с прахом этих людей был перенесён на мюнхенскую площадь Кёнигсплац. Здесь были построены два (северный и южный) Храма почёта, располагавшиеся между Административным зданием НСДАП и Фюрербау. Флаг, под которым шли путчисты (и на который, по официальной версии, попали капли крови погибших), использовался в дальнейшем на партийных съездах в Нюрнберге в качестве священного при исполнении ритуала освящения партийных знамён: Адольф Гитлер прикладывал к нему новые знамёна.
С 1933 по 1944 год НСДАП ежегодно отмечала годовщину путча. С 1933 по 1939 год празднование неизменно происходило в зале Бюргербройкеллер при обязательном участии Гитлера. В 1939 году зал был сильно повреждён взрывом в результате покушения на Гитлера, совершённого Георгом Эльзером. В связи с сильным разрушением Бюргербройкеллера проводить празднование в нём стало невозможно, и с 1940 по 1943 год годовщина отмечалась в другом пивном зале — «Лёвенбройкеллере» (сохранился до настоящего времени). В 1944 году празднование проходило в цирке «Кроне» (на этот раз Гитлер в Мюнхен не приехал, и 12 ноября по его поручению выступил рейхсфюрер СС Генрих Гиммлер).

## В кинематографе
События Пивного путча отражены в телефильме «Гитлер: Восхождение дьявола» / «Hitler: The Rise of Evil» (Канада, США; 2003) режиссёр Кристиан Дюге.